# Діамела Ельтіт
Діамела Ельтіт (ісп. Diamela Eltit; нар. 24 серпня 1947, Сантьяго) — чилійська письменниця.

## Біографія
Викладала літературу у Технологічному університеті. З 1979 року входила до авангардного Колективу художніх дій (ісп. CADA), до якого також входив чилійський поет Рауль Суріта. CADA протистояла авторитарній культурній політиці Піночета. Діамела Ельтіт брала активну участь у діяльності групи: виступала з маніфестами, виступала співорганізоторкою колективних акцій. Усвідомлений маргіналізм та протистояння мейнстріму визначили експериментальну поетику романів Ельтіт.
У 1990 — 1993 роках вона була культурним аташе Чилі в Мексиці. Неодноразово працювала в університетах США як запрошений професор. Її чоловік, колишній голова Соціалістичної партії Чилі Хорхе Аррате, у 2009 році висувався на посаду президенти від коаліції Комуністичної, Гуманістичної та низки менших ліворадикальних та лівохристиянських груп.

## Творчість
Основна тема творів Діамели Ельтіт — вплив технологій насильства та панування на повсякденне життя, стосунки між людьми, мову та форми спілкування в умовах диктатури.
Романи Ельтіт перекладені англійською, вони привертають увагу американських та британських дослідників.

## Романи
- Lumpérica (1983)
- Por la patria (1986)
- El cuarto mundo (1988)
- El padre m ío (1989)
- Vaca sagrada (1991)
- El infarto del alma (1994)
- Los vigilantes (1994)
- Los trabajadores de la muerte (1998)
- Mano de obra (2002)
- Puño y letra (2005)
- Jamás el fuego nunca (2007)
- Impuesto a la carne (2010, номінація на національну премію в галузі мистецтв Альтасор)
- Fuerzas especiales (2013)

## Інтерв'ю
- Morales L. Conversaciones con Diamela Eltit. Santiago: Editorial Cuarto Propio, 1998

## Визнання
Премія Хосе Доносо (2010).